# Malmköpings IF
Malmköpings IF är en idrottsförening från Malmköping i Flens kommun i Södermanland, bildad 1917 i dåvarande Malmköpings köping. MIF bedriver verksamhet inom boule och fotboll (herr och pojk) på anläggningen Malmahed.
Herrlaget debuterade i seriespel säsongen 1927/1928 och har spelat i tredje högsta serien, gamla division III, i 15 säsonger (1960-1966, 1970-1971, 1976-1977 och 1979-1982). Laget har därefter, med få undantag spelat i division IV men drog sig ur serien efter säsongen 2021 och började 2022 om i division VII. MIF hade även ett damlag i seriespel 1995-2020.